# Palaeoloxodon

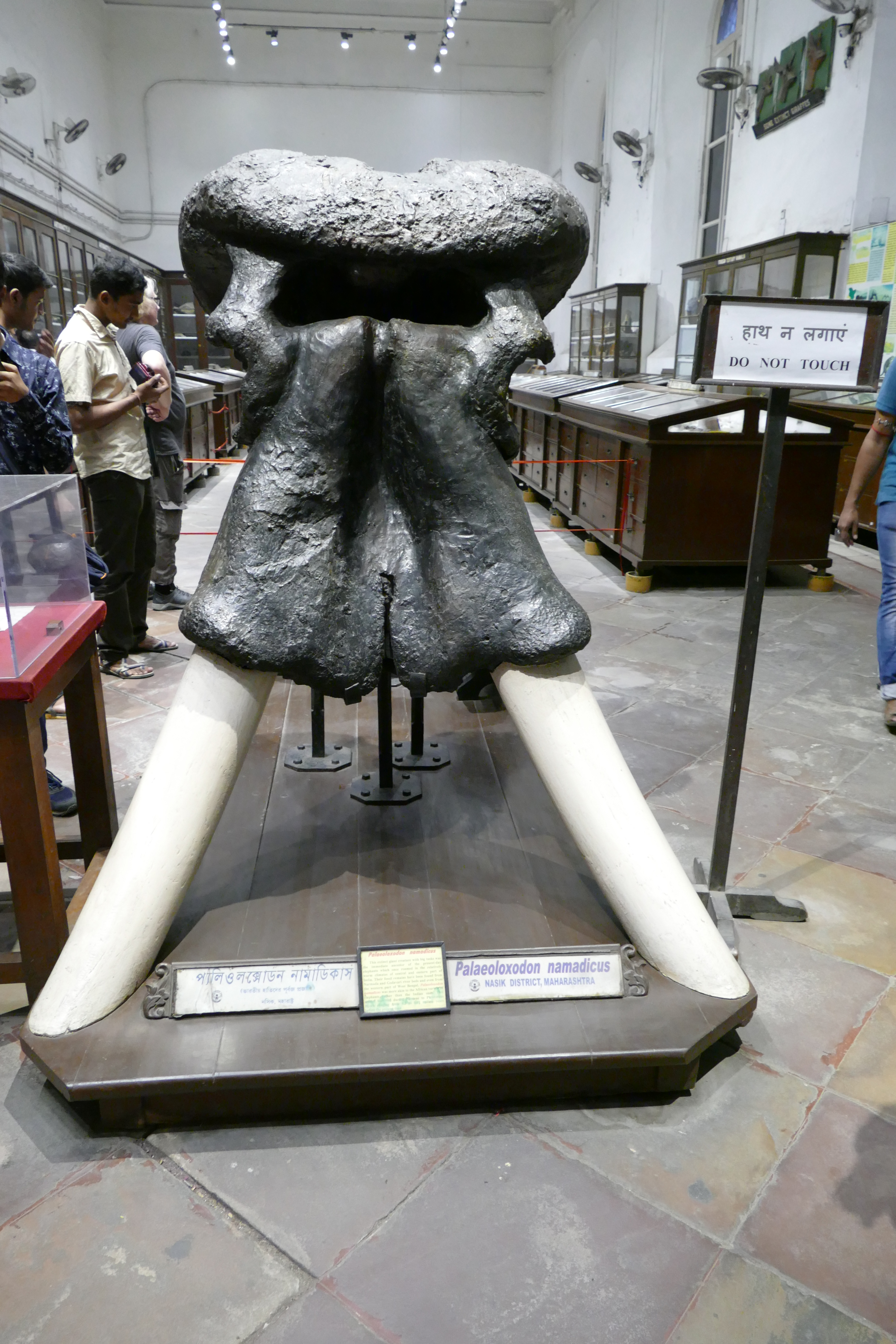
Crâne de Palaeoloxodon namadicus.

Genre
Palaeoloxodon est un genre fossile de proboscidiens de la famille des Elephantidae qui vivait au Pliocène et au Pléistocène en Afrique et dans une grande partie de l'Eurasie. Doté de défenses droites, il compte plusieurs espèces, dont Palaeoloxodon antiquus, l’éléphant européen à défenses droites, et Palaeoloxodon namadicus en Asie, le plus grand éléphantidé connu. Le genre compte aussi plusieurs espèces d’éléphants nains qui ont évolué par nanisme insulaire sur des iles de la mer Méditerranée, dont certains mesuraient à peine un mètre de hauteur, ce qui en fait les plus petits éléphants connus. Palaeoloxodon était présent dans le Sud de l'Europe et s'étendait vers le Nord durant les périodes interglaciaires, tandis que le Mammouth était présent dans le Nord de l'Europe et s'étendait vers le Sud durant les périodes glaciaires du Pléistocène.

## Historique
En 1924, le paléontologue japonais Matsumoto Hikoshichirō (ja) décrivit le genre Palaeoloxodon, qu’il définit comme un sous-genre de Loxodonta, les Éléphants d’Afrique, et désigna Palaeoloxodon naumanni comme l'espèce type.
Le nom de genre Palaeoloxodon est formé à partir de trois étymons grecs anciens, qui s’analysent ainsi 1) παλαιος palaios « ancien, vieux » 2) λοξός loxós, « oblique, qui est de travers », « incurvé » par opposition à « droit » 3) ὀδών odôn « dent » (Bailly), soit après latinisation Palaeo.lox(o).odon, qui peut s’analyser comme « dent (odon) oblique (loxo) ancienne (palaeo) », le caractère « ancien » suggérant un ancêtre éteint des Loxodonta, les éléphants d’Afrique.

## Description
Les représentants du genre Palaeoloxodon avaient des tailles très variables, allant d’une hauteur à l’épaule de 4,50 m pour Palaeoloxodon namadicus d'Asie (dépassant celle de l’éléphant d’Afrique Loxodonta africana) à une hauteur de seulement 1 m pour Palaeoloxodon falconeri, l'éléphant pygmée sicilien, qui a été trouvé en Sicile et à Malte.
Les crânes de Palaeoloxodon sont très massifs et larges. Une caractéristique remarquable est le renflement massif de l’os pariétal-occipital (connu sous le nom de crête pariéto-occipitale) avec une profonde indentation au milieu. Palaeoloxodon partage ce trait avec l’éléphant d’Asie Elephas maximus.
La denture de Palaeoloxodon est similaire à celle des autres éléphants. Elle se compose de 3 molaires et de 3 prémolaires par demi-mâchoire, et de 2 incisives supérieures développées en longues défenses. La structure lamellaire des molaires est caractéristique des Elephantidae.

## Histoire évolutive
Palaeoloxodon est apparu en Afrique durant le Pliocène et n’a atteint l’Europe qu’au Pléistocène inférieur. Les populations continentales ont en grande partie disparu au Pléistocène supérieur, laissant des populations isolées sur les iles méditerranéennes, qui survécurent jusqu'au début de l'Holocène.
Le plus ancien spécimen fossile du genre Palaeoloxodon connu en Eurasie est un crâne partiel de P. antiquus, trouvé en 1989 sur le site du Pont des Filles de Jacob (site paléolithique), dans la vallée du Jourdain, en Israël. Le crâne est daté de 790 000 ans. Il possède les caractères d’un Palaeoloxodon primitif, comme ceux de Palaeoloxodon recki qui vivait en Afrique. Par son âge, sa position géographique et par ses caractères morphologiques, ce spécimen semble suggérer que les Palaeoloxodon d’Eurasie provenaient d’Afrique.

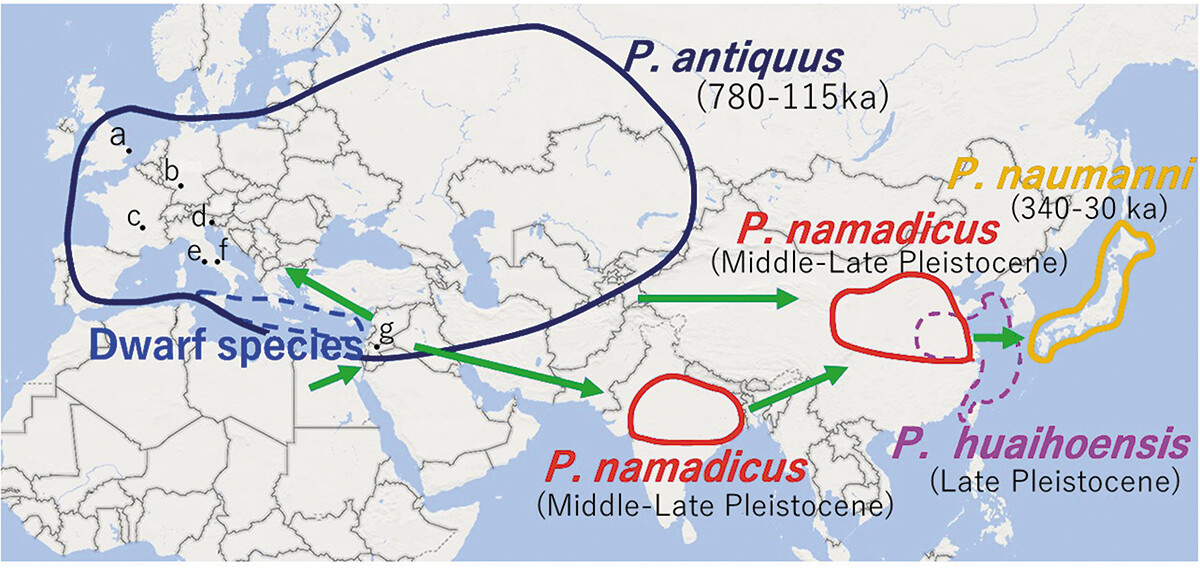
Répartition et chronologie du genre Palaeoloxodon.

À partir du Levant, Palaeoloxodon aurait migré :
- vers l’Europe, où il aurait donné Palaeoloxodon antiquus, l’éléphant des forêts européen (780 à 115 ka)
- vers l’Est, où ses restes trouvés en Asie ont été nommés Palaeoloxodon namadicus (Pléistocène moyen et supérieur). Cette espèce a été signalée en Inde (dans la vallée du Gange, la vallée de la Narmada, la vallée de Mahanadi et Bhagalpur dans le centre et le nord de l'Inde), au Sri Lanka, en Birmanie, au Laos, au Viêt Nam et en Chine. En plus de P. namadicus, deux autres espèces ont été distinguées en Chine : Palaeoloxodon naumanni et Palaeoloxodon huaihoensis[6].
- encore plus à l’Est, les iles japonaises n’ont été habitée que par une seule espèce : Palaeoloxodon naumanni (340 à 30 ka)

## Phylogénie
Les classifications phylogénétiques s’appuyant uniquement sur des traits morphologiques ont conduit à rapprocher Palaeoloxodon des éléphants d’Asie, les Elephas. Ainsi l’étude de l’os hyoïde (situé en dessous de la base de la langue) des Elephantinae a conduit Shoshani et al à proposer le cladogramme suivant :
| Loxodontini | Loxodonta (2 espèces africaines) |
|             | Loxodonta (2 espèces africaines) |

| Palaeoloxodontina | † Palaeoloxodon |
|                   | † Palaeoloxodon |

| Elephas | (3 à 6 sous-espèces asiatiques) |
|         | (3 à 6 sous-espèces asiatiques) |

| † Mammuthus | (les mammouths) |
|             | (les mammouths) |

| Elephas | (3 à 6 sous-espèces asiatiques) |
|         | (3 à 6 sous-espèces asiatiques) |

| † Mammuthus | (les mammouths) |
|             | (les mammouths) |

| Palaeoloxodontina | † Palaeoloxodon |
|                   | † Palaeoloxodon |

| Elephas | (3 à 6 sous-espèces asiatiques) |
|         | (3 à 6 sous-espèces asiatiques) |

| † Mammuthus | (les mammouths) |
|             | (les mammouths) |

| Elephas | (3 à 6 sous-espèces asiatiques) |
|         | (3 à 6 sous-espèces asiatiques) |

| † Mammuthus | (les mammouths) |
|             | (les mammouths) |

| Loxodontini | Loxodonta (2 espèces africaines) |
|             | Loxodonta (2 espèces africaines) |

| Palaeoloxodontina | † Palaeoloxodon |
|                   | † Palaeoloxodon |

| Elephas | (3 à 6 sous-espèces asiatiques) |
|         | (3 à 6 sous-espèces asiatiques) |

| † Mammuthus | (les mammouths) |
|             | (les mammouths) |

| Elephas | (3 à 6 sous-espèces asiatiques) |
|         | (3 à 6 sous-espèces asiatiques) |

| † Mammuthus | (les mammouths) |
|             | (les mammouths) |

| Palaeoloxodontina | † Palaeoloxodon |
|                   | † Palaeoloxodon |

| Elephas | (3 à 6 sous-espèces asiatiques) |
|         | (3 à 6 sous-espèces asiatiques) |

| † Mammuthus | (les mammouths) |
|             | (les mammouths) |

| Elephas | (3 à 6 sous-espèces asiatiques) |
|         | (3 à 6 sous-espèces asiatiques) |

| † Mammuthus | (les mammouths) |
|             | (les mammouths) |

En revanche, l’analyse de l'ADN nucléaire et mitochondrial suggère que Palaeoloxodon antiquus européen était un proche parent des éléphants de forêt africains actuels (Loxodonta cyclotis) :
|  | Loxodonta africana                                                     |
|  |                                                                        |
|  | \| \| Loxodonta cyclotis \| \| \| \| \| \| † Palaeoloxodon \| \| \| \| |
|  |                                                                        |
|  | Loxodonta cyclotis                                                     |
|  |                                                                        |
|  | † Palaeoloxodon                                                        |
|  |                                                                        |

|  | Loxodonta cyclotis |
|  |                    |
|  | † Palaeoloxodon    |
|  |                    |

|  | Elephas     |
|  |             |
|  | † Mammuthus |
|  |             |

|  | Loxodonta africana                                                     |
|  |                                                                        |
|  | \| \| Loxodonta cyclotis \| \| \| \| \| \| † Palaeoloxodon \| \| \| \| |
|  |                                                                        |
|  | Loxodonta cyclotis                                                     |
|  |                                                                        |
|  | † Palaeoloxodon                                                        |
|  |                                                                        |

|  | Loxodonta cyclotis |
|  |                    |
|  | † Palaeoloxodon    |
|  |                    |

|  | Elephas     |
|  |             |
|  | † Mammuthus |
|  |             |

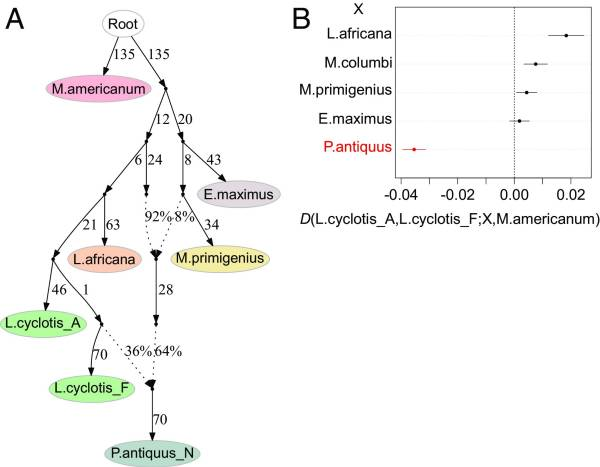
Relations phylogénétiques entre les éléphantidés augmentées d'évènements de mélange

Face à ces difficultés, l’équipe de Palkopoulou et al, après avoir généré 14 génomes d'éléphantidés vivants et éteints et du mastodonte américain, a constaté que des flux de gènes entre espèces d’éléphantidés s'étaient produits dans le passé. Ils ont alors proposé que les éléphants à défenses droites Palaeoloxodon antiquus descendraient d'un mélange de trois populations ancestrales liées :
- à l'éléphant d'Afrique (Loxodonta),
- au mammouth laineux (Mammuthus primigenius) et
- à l'éléphant de forêt actuel (Loxodonta cyclotis).

## Liste des espèces
Le genre Palaeoloxodon comprend les espèces suivantes :
- Palaeoloxodon antiquus Falconer et Cautley, 1847 : Europe, Moyen-Orient, Asie, il était un peu plus grand que les Éléphants d'Afrique modernes
- Palaeoloxodon chaniensis Symeonides et al, 2000 : Crète, un éléphant nain
- Palaeoloxodon cypriotes Bate, 1903 : Chypre, un éléphant nain
- Palaeoloxodon ekorensis Maglio , 1970 : Afrique
- Palaeoloxodon falconeri Busk, 1869 : Sicile et Malte, un éléphant nain
- Palaeoloxodon huaihoensis Liu , 1977 : Asie orientale
- Palaeoloxodon lomolinoi Van der Geer et al, 2014 : Cyclades
- Palaeoloxodon mnaidriensis Adams, 1874 : Sicile, un éléphant nain
- Palaeoloxodon namadicus Falconer et Cautley, 1847 : Eurasie orientale
- Palaeoloxodon  naumanni Makiyama, 1924 : 300 sites de l'archipel japonais, Chine
- Palaeoloxodon recki Dietrich, 1915 : Afrique de l'Est, le plus ancien et l'une des plus grandes espèces (a vécu il y a 4 à 0,6 millions d'années)[10]
- Palaeoloxodon turkmenicus Dubrovo, 1960 : Asie centrale
- Palaeoloxodon xylophagou Athanassiou et al, 2015 : Chypre